# Список гімнів земель Німеччини, Австрії і Швейцарії

## Німеччина
| Земля                                       | Земля                           | Назва                                                                                  | Затвердження                  | Слова                                     | Мелодія                                              | Музичний приклад    |
| ------------------------------------------- | ------------------------------- | -------------------------------------------------------------------------------------- | ----------------------------- | ----------------------------------------- | ---------------------------------------------------- | ------------------- |
|                                             | Берлін                          | «Берлінер Люфт» (нім. «Berliner Luft»)                                                 | 1922 (де-факто)               | Генріх Болтен-Бейкерс                     | Пауль Лінк                                           | Інформація відсутня |
|                                             | Бремен                          | «Ключ від Бремену» (нім. «Der Bremer Schlüssel»)                                       | 18 січня 1871 (де-факто)      | Герман Фресе, 1870                        | Георг Кунот                                          | Інформація відсутня |
|                                             | Гамбург                         | «Місто Гамбурґ на річці Ельба» (нім. «Stadt Hamburg an der Elbe Auen»)                 | 1828 (де-факто)               | Інформація відсутня                       | Інформація відсутня                                  | Інформація відсутня |
|                                             | Баварія                         | Гімн Баварії (нім. Bayernhymne)                                                        | 1946 (де-юре)                 | Різні версії Йозеф Лутц, Міхаель Охнер    | Конрад Макс Кунц, 1835                               | Інформація відсутня |
|                                             | Баварське королівство           | «Слава нашому королю, слава!» (нім. «Heil unserm König, Heil!»)                        | 1806—1918                     | Інформація відсутня                       | Мелодія з британського гімну «Боже, бережи королеву» | Інформація відсутня |
|                                             | Саксонія                        | «Пісня Саксонії» (нім. «Sachsenlied»)                                                  | 1842 (де-факто)               | Максиміліан Бауер                         | Ернст Юліус Отто                                     | Інформація відсутня |
|                                             | Тюрингія                        | «Тюрингія, бузиновий край» (нім. «Thüringen, holdes Land»)                             | 1918 (де-факто)               | Ернст Віктор Шелленберг                   | Карл Мюллерхартунг                                   | Інформація відсутня |
| «Пісня про Ренштайг» (нім. «Rennsteiglied») | Тюрингія                        | 14 квітня 1951 (де-факто)                                                              | Карл Мюллер                   | Герберт Рот                               | Інформація відсутня                                  |                     |
|                                             | Баден-Вюртемберг                | —                                                                                      | —                             | —                                         | —                                                    | —                   |
|                                             | Велике герцогство Баденське     | «Пісня Бадену» (нім. «Badnerlied»)                                                     | 1865—1871                     | Інформація відсутня                       | Інформація відсутня                                  | Інформація відсутня |
|                                             | Вюртемберзьке королівство       | «Гімн Вюртемберга» (нім. «Württemberger Hymne»)                                        | 1806—1918                     | Інформація відсутня                       | Пітер Йосип Ліндпейнтнер                             | Інформація відсутня |
|                                             | Бранденбург                     | «Бранденбурзьке поле, бранденбурзький пісок» (нім. «Märkische Heide, märkischer Sand») | 1920-ті (де-факто)            | Густав Башеншут, 1923                     | Густав Башеншут, 1923                                | Інформація відсутня |
|                                             | Гессен                          | «Пісня Гессен» (нім. «Hessenlied»)                                                     | 1951 (де-юре)                 | Карл Пресер                               | Альбрехт Бреде                                       | Інформація відсутня |
|                                             | Мекленбург-Передня Померанія    | —                                                                                      | —                             | —                                         | —                                                    | —                   |
|                                             | Нижня Саксонія                  | «Пісня Нижньої Саксонії» (нім. «Niedersachsenlied»)                                    | 1926 (де-факто)               | Інформація відсутня                       | Герман Грот                                          | Інформація відсутня |
|                                             | Велике герцогство Ольденбурзьке | «О Ольденбурге, слава тобі» (нім. «La Heil dir, o Oldenburg»)                          | 1844—1871                     | Теодор фон Коббе, 1844                    | Сесілія Шведська                                     | Інформація відсутня |
|                                             | Рейнланд-Пфальц                 | —                                                                                      | —                             | —                                         | —                                                    | —                   |
|                                             | Саксонія-Ангальт                | «Пісня Саксонії-Ангальт» (нім. «Lied für Sachsen-Anhalt»)                              | 1991 (де-факто)               | Клаус Адольфі                             | Клаус Адольфі                                        | Інформація відсутня |
|                                             | Північний Рейн-Вестфалія        | «Тут на Рейні та Рурі, і в Вестфалії» (нім. «Hier an Rhein und Ruhr und in Westfalen») | 27 серпня 2006 (де-факто)     | Ганс Кніп, Блек Фосс                      | Дітмар Менсінгер, Ханно Бекерс, Блек Фосс            | Інформація відсутня |
|                                             | Саарланд                        | «Пісня Саар» (нім. «Saarlandlied»)                                                     | 1957 (де-юре)                 | Герхард Тьонзер                           | Герхард Тьонзер                                      | Інформація відсутня |
|                                             | Саар (протекторат 1947—1956)    | —                                                                                      | 17 грудня 1947—31 грудня 1956 | —                                         | —                                                    | —                   |
|                                             | Шлезвіг-Гольштейн               | «Не хитайся, моя Батьківщина» (нім. «Wanke nicht, mein Vaterland»)                     | 1844 (де-факто)               | Карл Фрідріх Страб, Меттью Фрідріх Хемніц | Карл Готліб Беллмен                                  | Інформація відсутня |

## Австрія
| Земля | Земля          | Назва                                                                         | Затвердження               | Слова               | Мелодія                       | Музичний приклад    |                     |
| ----- | -------------- | ----------------------------------------------------------------------------- | -------------------------- | ------------------- | ----------------------------- | ------------------- | ------------------- |
|       | Бургенланд     | «Мій рідний народ, моя Батьківщина» (нім. «Mein Heimatvolk, mein Heimatland») | 1949 (де-юре)              | Інформація відсутня | Петер Заунер                  | Інформація відсутня |                     |
|       | Верхня Австрія | «Пісня про Батьківщину» (нім. «Hoamatgsang»)                                  | 29 листопада 1952 (де-юре) | Франц Стельцхамер   | Ганс Снофаген                 | Інформація відсутня | Інформація відсутня |
|       | Зальцбург      | «Земля наших батьків» (нім. «Land uns'rer Väter»)                             | 24 травня 1928 (де-юре)    | Антон Піхлер        | Ернст Сомпек                  | Інформація відсутня |                     |
|       | Каринтія       | «Пісня про Батьківщину Каринтію» (нім. «Kärntner Heimatlied»)                 | 1911 (де-юре)              | Йоганн Галленштейн  | Інформація відсутня           | Інформація відсутня |                     |
|       | Нижня Австрія  | «О Батьківщино, обожнюю тебе» (нім. «Oh Heimat, dich zu lieben»)              | 12 грудня 1965 (де-юре)    | Франц Карл Гінзкі   | Людвіг ван Бетховен           | Інформація відсутня |                     |
|       | Тіроль         | «Пісня про Андреаса Гофера» (нім. «Andreas-Hofer-Lied»)                       | 1948 (де-юре)              | Юліус Мосен, 1831   | Леопольд Кнебельсбергер, 1844 | Інформація відсутня |                     |
|       | Форарльберг    | «Форарльберг, моя Батьківщина» (нім. «’s Ländle, meine Heimat»)               | 1949 (де-юре)              | Антон Шмутцер       | Антон Шмутцер                 | Інформація відсутня |                     |
|       | Штирія         | «Пісня про гори Дахштайн» (нім. «Dachsteinlied»)                              | 3 липня 1929 (де-юре)      | Людвіг Карл Сейдлер | Якоб Дірнбок                  | Інформація відсутня |                     |

## Швейцарія
| Земля | Земля                  | Назва                                                                             | Затвердження            | Слова                | Мелодія                  | Музичний приклад    |
| ----- | ---------------------- | --------------------------------------------------------------------------------- | ----------------------- | -------------------- | ------------------------ | ------------------- |
|       | Ааргау                 | —                                                                                 | —                       | —                    | —                        | —                   |
|       | Аппенцелль-Ауссерроден | «Ода до Бога» (нім. «Ode an Gott»)                                                | Інформація відсутня     | Інформація відсутня  | Інформація відсутня      | Інформація відсутня |
|       | Аппенцелль-Іннерроден  | —                                                                                 | —                       | —                    | —                        | —                   |
|       | Базель-Ланд            | «Через Шоненбух в Анвіль» (алем. нім. «Vo Schönebuech bis Ammel»)                 | ХІХ століття (де-факто) | Вільям Сенн          | Вільям Сенн              | Інформація відсутня |
|       | Базель-Штадт           | Гімн Базель-Штадту (алем. нім. «Z’Basel an mym Rhy»)                              | ХІХ століття (де-факто) | Йоганн Петер Хебель  | Франц Вільгельм Абт      | Інформація відсутня |
|       | Берн                   | «Гоп-ца, дри-ца, гоп-ца-ца!» (нім. «Träm, träm, trädiridi!»)                      | 1880 (де-факто)         | Інформація відсутня  | Інформація відсутня      | Інформація відсутня |
|       | Вале                   | Гімн Вале (нім. «Walliserhymne» фр. «Notre Valais»)                               | 1890 (де-факто)         | Лео Лузіан фон Ротен | Фердинанд Отон Вольф     | Інформація відсутня |
|       | Во                     | Мешканці Во! (фр. «Vaudois!»)                                                     | 1803 (де-факто)         | Самуель-Анрі Роша    | Самуель-Анрі Роша        | Інформація відсутня |
|       | Гларус                 | —                                                                                 | —                       | —                    | —                        | —                   |
|       | Граубюнден             | —                                                                                 | —                       | —                    | —                        | —                   |
|       | Женева                 | «Той, хто на вершині» (фр. «Celui qui est en haut» італ. «Cé qu'è lainô»)         | 1603 (де-факто)         | Інформація відсутня  | Інформація відсутня      | Інформація відсутня |
|       | Золотурн               | —                                                                                 | —                       | —                    | —                        | —                   |
|       | Люцерн                 | —                                                                                 | —                       | —                    | —                        | —                   |
|       | Невшатель              | «Ми щасливі діти» (фр. «Nous sommes les enfants heureux»)                         | Інформація відсутня     | Анрі Варнері         | Чарльз Норт              | Інформація відсутня |
|       | Нідвальден             | «Між озером і хічі Берге» (нім. «Zwische See und heeche Bäärge»)                  | Інформація відсутня     | Генрі Дж. Летхольд   | Генрі Дж. Летхольд       | Інформація відсутня |
|       | Обвальден              | «О, прекрасні землі Обвальден» (нім. «Oh mis liebs Obwaldnerländli»)              | Інформація відсутня     | Розалі К'юшлер-Мін   | Розалі К'юшлер-Мін       | Інформація відсутня |
|       | Санкт-Галлен           | «Санкт-Галлен, моя прекрасна Батьківщина» (нім. «Sant Galle isch mis Heimatland») | Інформація відсутня     | Інформація відсутня  | Інформація відсутня      | Інформація відсутня |
|       | Тічино                 | —                                                                                 | —                       | —                    | —                        | —                   |
|       | Тургау                 | «О Тургау, моя домівко» (нім. «O Thurgau, du Heimat»)                             | Інформація відсутня     | Джон Вепф            | Йоганн Ульріх Борнхаузер | Інформація відсутня |
|       | Урі                    | «Піднявшись на Боген, губернатор танцює» (нім. «Zoge am Boge de Landamme tanzed») | 1994 (де-факто)         | Альберт Юц           | Альберт Юц               | Інформація відсутня |
|       | Фрібур                 | —                                                                                 | —                       | —                    | —                        | —                   |
|       | Цуг                    | —                                                                                 | —                       | —                    | —                        | —                   |
|       | Цюрих                  | —                                                                                 | —                       | —                    | —                        | —                   |
|       | Шаффгаузен             | «На старій дзвіниці Мунот» (нім. «Auf des Munots altem Turme»)                    | 1911 (де-факто)         | Фердинанд Бумбергер  | Фердинанд Бумбергер      | Інформація відсутня |
|       | Швіц                   | —                                                                                 | —                       | —                    | —                        | —                   |
|       | Юра                    | «Новий гімн Рауріки» (фр. «La Nouvelle Rauracienne»)                              | 1830 (де-факто)         | Ксав'єр Штокмар      | Ксав'єр Штокмар          | Інформація відсутня |